# Soyong-eobs-eo geojinmal
Soyong-eobs-eo geojinmal (소용없어 거짓말?), noto anche con il titolo internazionale My Lovely Liar, è un drama coreano del 2023.

## Trama
Sol-hee è una ragazza che ha la particolare abilità di riconoscere le bugie di ognuno; con il passare del tempo questa "dote" ha tuttavia causato alla giovane solo una serie di dispiaceri, portandola a non fidarsi più di nessuno. Kim Do-ha è invece un compositore accusato d'omicidio, che tutti credono colpevole, portandolo a fuggire e cambiare identità. Il destino di Do-ha si incrocia così con quello di Sol-hee, dato che quest'ultima sembra essere una delle poche persone disposte e capaci di aiutarlo.